# 수도권 뉴스 845
수도권 뉴스 845(首都圏 ニュース 845)은 1996년 4월 1일에 첫방송되어 지금까지 이어지고 있는 NHK 종합 텔레비전에서 방영되고 있는 일본 간토지방의 뉴스 프로그램이다. 방송시간은 월~금 오후8시 45분 ~ 9시이다.